# Musée d'Archéologie nationale
Le musée des Antiquités nationales, créé en 1862 et devenu musée d'Archéologie nationale et domaine national de Saint-Germain-en-Laye en 2009, est un musée consacré à l'archéologie de la France. Il présente également une riche collection d'archéologie comparée des cinq continents. Il est installé dans le château de Saint-Germain-en-Laye (Yvelines), restauré par Eugène Millet, élève d'Eugène Viollet-le-Duc, pour accueillir les salles d'exposition du musée.

## Histoire
Le musée est créé par décret impérial le 8 mars 1862 et inauguré le 12 mai 1867. Napoléon III souhaite y rassembler les témoignages archéologiques de l’histoire de la Nation. Il est abrité au château de Saint-Germain-en-Laye.
Survivant à la chute du Second Empire, le musée connaît un fort développement jusqu’en 1921, avec tout particulièrement l’organisation muséographique de l’archéologie comparée des 5 continents coordonnée par Henri Hubert.
À la suite du premier conflit mondial, le musée connaît des heures plus sombres[évasif], avec pour point d’orgue la période de l’occupation, entre 1940 et 1944.
André Malraux, ministre de la Culture, offre au musée un nouvel élan[évasif] dans les années 1960.
Depuis 2009, musée, château et jardins sont réunis dans un même établissement.
Le nom du musée a évolué à plusieurs reprises depuis sa création en 1862 :
- musée des Antiquités gallo-romaines, 1862 ;
- musée des Antiquités celtiques et gallo-romaines ;
- musée des Antiquités nationales, 1879 ;
- musée d'Archéologie nationale, 2005 ;
- musée d'Archéologie nationale et domaine national de Saint-Germain-en-Laye, 2009.

## Collections
À partir de 1880, grâce à Alexandre Bertrand (directeur du musée de 1866 à 1902), Gabriel de Mortillet (attaché au musée de 1868 à 1885), et Salomon Reinach(conservateur-adjoint de 1893 à 1902), le musée compte 44 salles d'exposition. Les collections grandissent, se diversifient, et ouvrent au public progressivement.
Aujourd'hui[Quand ?], le musée présente environ 30 000 objets archéologiques exposés et en conserve environ 3 millions dans ses réserves, ce qui en fait l’une des plus riches collections d'Europe[réf. nécessaire]. Ces objets, découverts sur le territoire national, couvrent différentes périodes chronologiques : le Paléolithique, le Néolithique, l'âge du bronze, l'âge du fer, la période romaine (Gaule romaine) et le premier Moyen Âge (Gaule mérovingienne). Une partie des collections provient de l'étranger et a été collectée dans un but comparatiste. Cette collection des cinq continents comporte à la fois des objets archéologiques et ethnologiques, présentée dans la salle d'archéologie comparée.

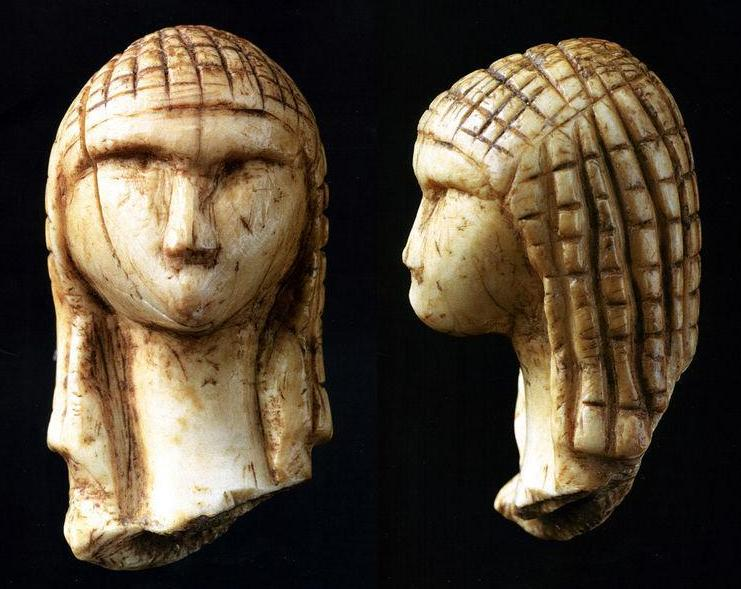
Dame de Brassempouy, Gravettien.

Parmi les objets les plus connus des collections paléolithiques du musée se trouve la dame de Brassempouy, issue des nombreuses fouilles d’Édouard Piette dans les Pyrénées. Parmi les nombreux objets de sa collection donnée au musée, environ 7 000 sont exposés dans la salle Piette. Cette salle, accessible sur réservation avec un accompagnant du musée, a été restaurée et rouverte en 2008, avec la volonté de respecter la muséographie du XIXe siècle.
La salle d'archéologie comparée occupe l'ancienne salle de bal du château, appelée aussi salle de Mars.

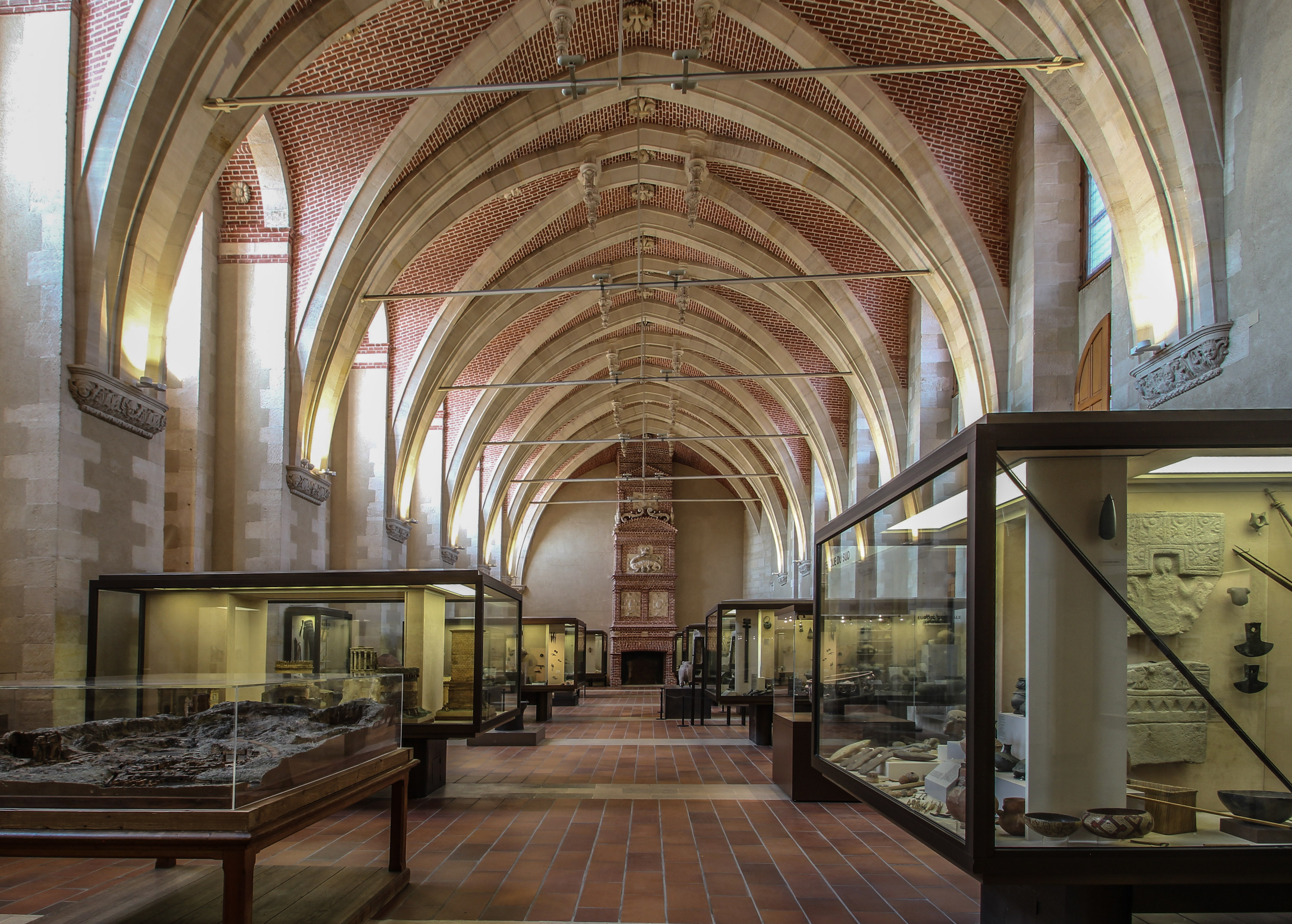
La salle d'archéologie comparée, ancienne salle de bal du château.

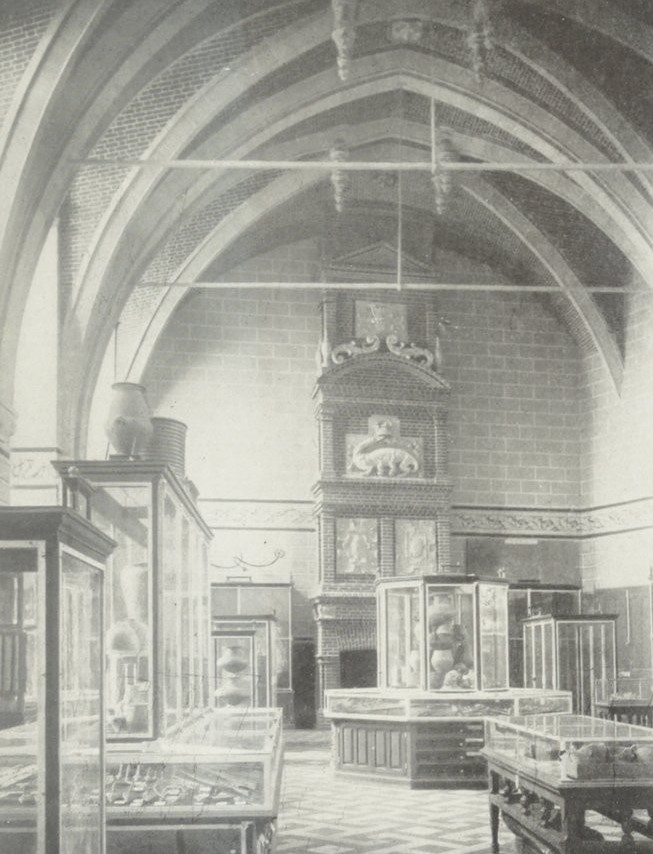
Salle d'archéologie comparée dans les années 1920.

## Fréquentation
La fréquentation du musée a connu une progression depuis les années 2000.
| 2009   | 2010   | 2011   | 2012   | 2013    | 2014    | 2015    | 2016    | 2017    |
| ------ | ------ | ------ | ------ | ------- | ------- | ------- | ------- | ------- |
| 91 894 | 95 594 | 92 266 | 98 691 | 101 222 | 113 023 | 102 107 | 106 411 | 102 566 |

| 2018    | 2019    | 2020   | 2021   |
| ------- | ------- | ------ | ------ |
| 100 409 | 110 161 | 40 769 | 39 382 |